# Albert Andrew Howard
Albert Andrew Howard (* 6. Oktober 1858 in Palmer, Massachusetts; † 31. Juli 1925 in Cambridge, Massachusetts) war ein US-amerikanischer Klassischer Philologe.

## Leben
Albert Andrew Howard studierte Klassische Philologie an der Harvard University, wo ihn William Watson Goodwin und George Martin Lane prägten. Howard wandte sich früh der lateinischen Grammatik zu. Nach dem Bachelorabschluss (1882) vertiefte er seine Studien ein Jahr lang an der Universität Leipzig bei Georg Curtius, Ludwig Lange und Otto Ribbeck. 1885 wurde er an der Harvard University promoviert. Nach einem weiteren Jahr in Leipzig (1885–86) ging Howard 1888 als Professor of Latin an die University of California, Berkeley. Bereits 1890 kehrte er an die Harvard University zurück, wo er bis an sein Lebensende blieb. Er war zunächst Tutor, ab 1893 Assistant Professor of Latin. 1906 wurde Howard in die American Academy of Arts and Sciences gewählt. 1908 wurde er zum Pope Professor of Latin ernannt.
Howard beschäftigte sich mit lateinischer Grammatik und Stilistik. Sein Forschungsschwerpunkt waren die römischen Historiker Livius und Sueton. In jahrzehntelanger Arbeit erstelle er einen Index Verborum zu Suetons Schriften, der den Stil und Sprachgebrauch sorgfältig dokumentierte. Weitere Studien verfasste er zu Suetons Überlieferungsgeschichte und zu antiken Musikinstrumenten. Weit verbreitet war die lateinische Schulgrammatik, die er zusammen mit James B. Greenough herausgab (1903).

## Schriften (Auswahl)
- On the Use of the Perfect Infinitive in Latin withe the Force of the Present. In: Harvard Studies in Classical Philology. Band 1 (1890), S. 111–138 (überarbeitete Dissertation)
- The aulos or tibia. In: Harvard Studies in Classical Philology. Band 4 (1893), S. 1–60
- Allen and Greenough’s Shorter Latin Grammar for Schools and Colleges. Boston 1903
- Index Verborum C. Suetonii Tranquili stilique eius proprietatum nonnullarum. Cambridge (MA) 1922. Nachdruck Hildesheim 1963